# 220-talet

## Händelser
- 220 - Han Xiandi abdikerar från sin tron, till förmån för Cao Pi, vilket symboliserar slutet för Handynastin och början på De tre kungadömenas period i Kina.
- 220 - Cao Pi efterträder sin far Cao Cao som härskare över kungariket Wei och utropar sig själv till kejsare Wen av Wei.
- 220 - Stor frost i England sägs ha varat i fem månader.[1]
- 221 - Den kinesiske krigsherren och Handynastiättlingen Liu Bei utropar sig själv till kejsare, varvid han etablerar kungariket Shu Han.
- 222 - Kungariket Wu etableras i Kina.
- 224 - Ardashir I besegrar och dödar den arsakidiske kungen Artabanus IV vid Hormizdegan, varvid han krossar Partien och etablerar den sasanidiska dynastin.
- 229 - Ammonios Sakkas förnyar den grekiska filosofin genom att skapa nyplatonismen.

## Födda
- 20 januari 225 – Gordianus III, kejsare av Rom.
- Omkring 225 – Herennius Etruscus, kejsare av Rom.

## Avlidna
- 222 - Claudius Aelianus, romersk lärare och retoriker